# عمال الياقات الزرقاء

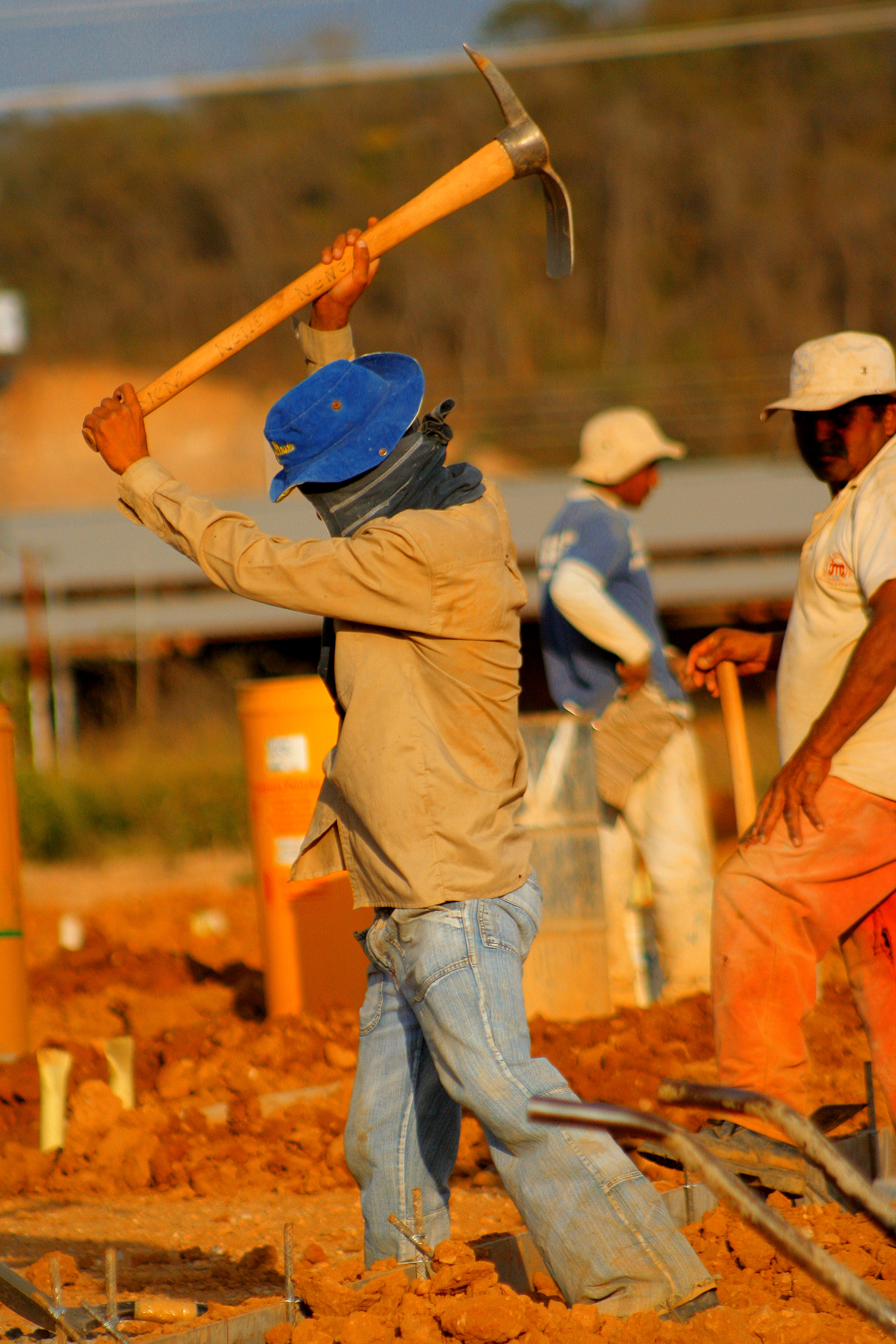
عامل يدوي في العمل في فنزويلا.

العامل ذو الياقة الزرقاء أو عامل الوظائف الحرفية (بالإنجليزية: Blue-collar worker) هو شخص من الطبقة العاملة يؤدي العمل اليدوي. قد يشمل عمل ذوي الياقات الزرقاء العمالة الماهرة أو غير الماهرة. قد يشمل نوع العمل التصنيع، والتخزين، والتعدين، والحفر، وتوليد الكهرباء وعمليات محطة توليد الكهرباء، وأعمال الحراسة، والزراعة، والصيد التجاري، وقطع الأشجار، والمناظر الطبيعية، ومكافحة الآفات، وتجهيز الأغذية، وحقول النفط، وجمع النفايات والتخلص منها، وإعادة التدوير، البناء والصيانة والشحن والقيادة والشاحنات والعديد من أنواع العمل البدني الأخرى. غالبًا ما ينطوي عمل ذوي الياقات الزرقاء على شيء يتم بناؤه أو صيانته جسديًا.
على النقيض من ذلك، يؤدي العامل ذوي الياقات البيضاء عادةً العمل في بيئة مكتبية وقد ينطوي على الجلوس على الكمبيوتر أو المكتب. النوع الثالث من العمل هو عامل الخدمة ( ذوي الياقات الوردية ) الذي يرتبط عمله بتفاعل العملاء أو الترفيه أو المبيعات أو أي عمل آخر موجه نحو الخدمة. تمزج العديد من المهن الأعمال الزرقاء أو البيضاء أو الوردية وغالباً ما يتم دفع أجر بالساعة، على الرغم من أن بعض المهنيين قد يتقاضون أجراً من المشروع أو بأجر. هناك مجموعة واسعة من جداول الرواتب لمثل هذا العمل اعتمادًا على مجال التخصص والخبرة.